# Vilák
A vilák, szamovilák női szellemek, elbűvölő leányok a délszláv mitológiában, akiknek hosszú hajuk és szárnyuk van, varázsruhába vannak öltözve – aki megszerzi ruhájukat, annak engedelmeskednek. A vilák tudnak repülni, mint a madarak, a hegyekben laknak. Kútjaik és tavaik vannak, képesek a vizet elzárni. A vilák kultusza és kapcsolatuk a kutakkal már a 13. századi bolgár forrásokból is ismert. Ha a viláktól elveszik a szárnyaikat, nem tudnak többé repülni, és egyszerű asszonyokká válnak. Kecske-, ló- vagy szamárlábuk van, amit hosszú fehér ruhával takarnak el. Az emberekkel, különösen a férfiakkal barátságosak, segítik a gyengéket és az árvákat. Ha feldühítik a vilákat, kegyetlenül megbüntetik az illetőt, sőt tekintetükkel ölni is tudnak. A vilák gyógyítanak, képesek megjövendölni a halált, de ők maguk nem halhatatlanok. 